# Mestne njive

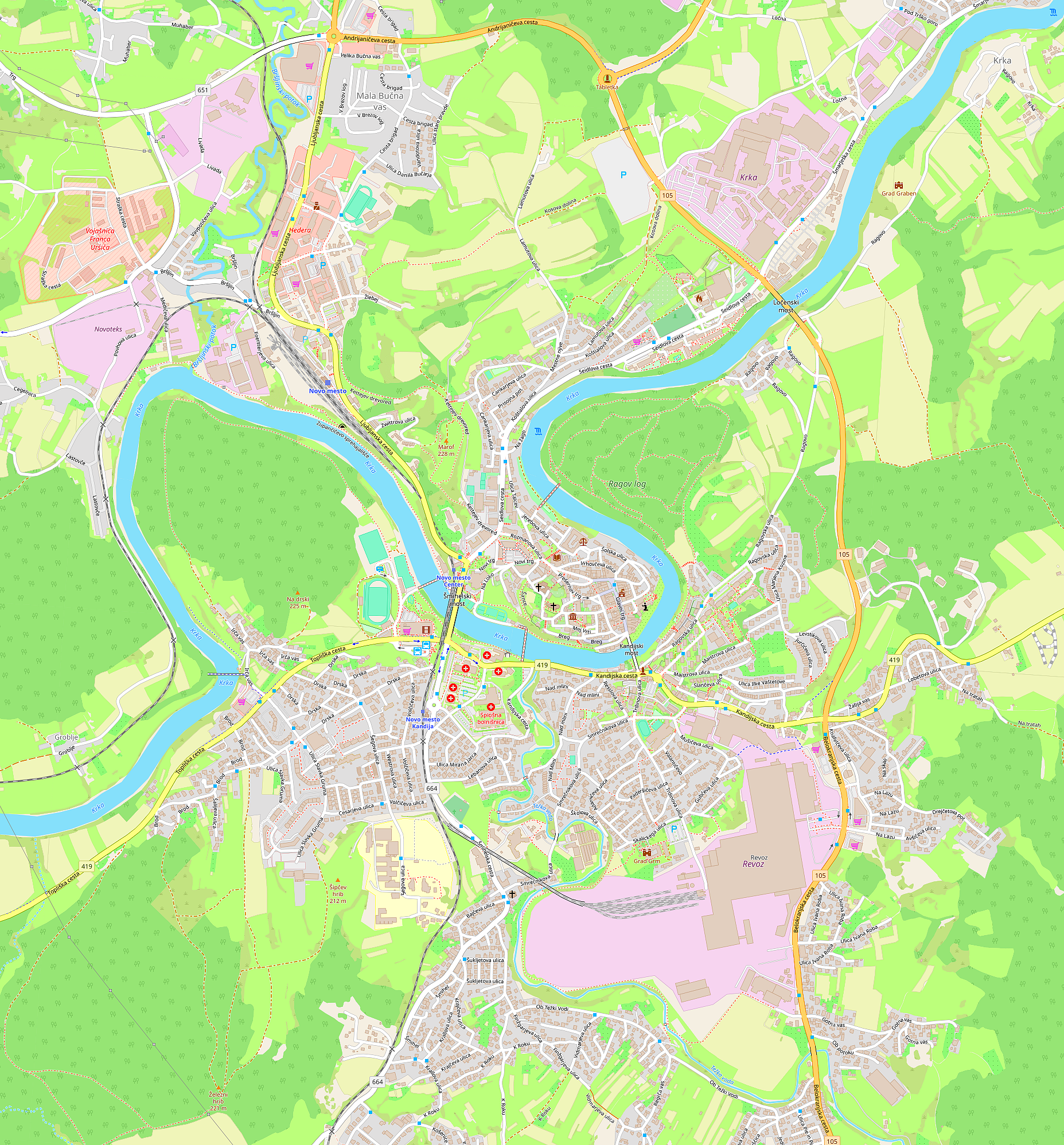
Stadt Novo mesto

Mestne njive ist der Name einer der 23 Ortsgemeinschaften (Krajevna skupnost) in der slowenischen Stadtgemeinde Novo mesto im Südosten des Landes.
Zur Ortsgemeinschaft gehören in der Stadt Novo mesto die Straßen Cankarjeva ulica, Kettejev drevored (Haus-Nr. 1 bis 7, 9, 12, 14), Koštialova ulica, Lamutova ulica, Ljubljanska cesta (Haus-Nr. 4, 6, 8), Mestne njive, Prisojna pot und Seidlova cesta (Haus-Nr. 1 bis 27, ungerade Zahlen).

## Lage
Die Ortsgemeinschaft liegt nordöstlich der Altstadt von Novo mesto am linken Ufer der Krka.
Die Verwaltung der Ortsgemeinschaft befindet sich in Novo mesto, Mestne njive 4a.